# Спрингдејл (округ Ланкастер, Јужна Каролина)
Спрингдејл (енгл. Springdale, Lancaster County) насељено је место без административног статуса у америчкој савезној држави Јужна Каролина.

## Демографија
По попису из 2010. године број становника је 2.574, што је 290 (-10,1%) становника мање него 2000. године.
| Група             | 2000.         | 2010.         |
| Белци             | 1.807 (63,1%) | 1.543 (59,9%) |
| Афроамериканци    | 752 (26,3%)   | 713 (27,7%)   |
| Азијати           | 7 (0,2%)      | 7 (0,3%)      |
| Хиспаноамериканци | 269 (9,4%)    | 257 (10,0%)   |
| Укупно            | 2.864         | 2.574         |